# Herbärds
Herbärds ist eine Oi!-Band aus Stuttgart. Sie gelten als eine der ersten Skinhead-Bands aus Deutschland.

## Geschichte
Die Herbärds gingen aus der Deutschpunk-Band Total Kaputt hervor. Bereits 1982 spielten sie ihr Debütalbum Eu! Se Bois mit ausschließlich deutschsprachigen Texten auf Mülleimer Records ein. Liveauftritte mit Normahl und anderen Bands folgten. 1984 stieg mit Micha ein Saxophonist ein und man erweiterte den bisherigen Oi!-Punk um Ska-Einflüsse. 1985 stiegen Micha, Jörn und Moppel aus. Willi übernahm das Schlagzeug und Timo den Bass. Mit dem Verschwinden von Micha wurde die Musik wieder härter und aggressiver. 1986 erschien die zweite LP Wakos auf Rat Records.
Kurz danach änderte sich die musikalische Ausrichtung wieder und die Herbärds benannten sich zunächst in Balzer Ross und dann in Overload um. 1987 lösten sie sich auf. Im gleichen Jahr hatte Sänger Tek einen schweren Motorradunfall.
1989 erschienen die Lieder Wir und Goldfieber auf dem ersten Tollschock-Sampler, 1991 folgte Ein kurzer Augenblick auf dem zweiten Teil der Samplerreihe. Zu dieser Zeit gab es allerdings keine feste Besetzung.
Tek machte kurzfristig mit der Deutschpunkband Ahab weiter, die er 1999 verließ, um die Herbärds wieder neu zu gründen. Etwa um diese Zeit wurde das Debütalbum über Teenage Rebel Records wiederveröffentlicht und die Herbärds wurden einem breiteren Publikum bekannt. 2000 wurde dort auch das dritte Album Wir sind zurück veröffentlicht, welches sehr deutschrocklastig ausfiel.
Ab 2017 spielten die Herbärds wieder vereinzelt bei Festivals wie dem Wie der Punk nach Stuttgart kam... und als Support für die Offenders, U.K. Subs und Sham 69. 2019 veröffentlichten sie das Album Oi Oi Oi mit 5 Songs. Im Oktober 2023 erschien dann der neue Longplayer der Herbärds mit 14 Songs.

## Diskografie
- 1984: Eu! Se Bois
- 1986: Wakos
- 2000: Wir sind zurück
- 2019: Oi Oi Oi
- 2023: Alte Straßenköter